# جين اولبرايت
جين اولبرايت (بالإنجليزية: Jane Albright)‏ هي مدربة كرة سلة أمريكية، ولدت في 26 مايو 1955 في غراهام في الولايات المتحدة.